# 1572 en science
| Années de la science : 1569 - 1570 - 1571 - 1572 - 1573 - 1574 - 1575    |
| Décennies de la science : 1540 - 1550 - 1560 - 1570 - 1580 - 1590 - 1600 |

Cet article présente les faits marquants de l'année 1572 en science.

## Événements

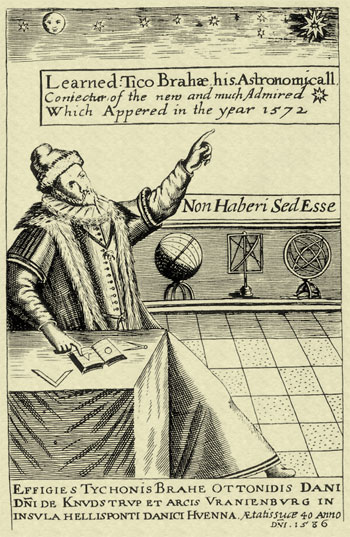
Tycho Brahe observe l'apparition d'une supernova. Gravure publiée en 1632.

- 11 novembre : Tycho Brahe découvre une nouvelle étoile dans la constellation de Cassiopée aussi brillante que Vénus (l’étoile du berger). Elle est aujourd'hui connue comme étant la supernova SN 1572[1]. Il décide de faire de l'astronomie et découvre le mouvement propre de l'univers indépendamment du système solaire.
- 5 décembre : bulle de création de la première université du Duché de Lorraine, à Pont-à-Mousson[2].

## Publications
- Francesco Barozzi : Rythmomachia (1572), dédié à Camille Paleotti, un sénateur de Bologne, présente un jeu mathématique, la « Rithmomachie », appelé également  « jeu du philosophe ».
- Raphaël Bombelli : Algebra (Venise, 1572, puis Bologne, 1579). Il est le premier à utiliser des racines imaginaires dans l’étude des équations.
- Jacques Gohory : L'instruction sur l'herbe petum (1572).
- Antonio Mizauld
  - Opusculum de Sena Planta inter Omnes, quotquot sunt, hominibus beneficentissima & saluberrima. Paris: Fédéric Morel, 1572.
  - Dioclis Carystii medici, ab Hippocrate fama et aetate secundi, aurea ad Antigonum Regem Epistola, de morborum praesagiis, et eorumdem extemporaneis remediis. Adhaec Arnaldi a Villanova de salubri hortensium usu. Lutetiae, Fédéric Morel, 1572, 1573.
- Ambroise Paré : Cinq livres de chirurgie. 1. Des bandages - 2. Des fractures - 3. Des luxations avec une apologie touchant les harquebousades - 4. Des morsures et piqueures venimeuses - 5. Des gouttes. André Wechel, Paris 1572.
- Georg Braun et Franz Hogenber : Civitates orbis terrarum ou Théâtre des principales villes du monde, publié à Cologne, qui comporte un  plan de Paris.

## Naissances
- 28 juillet : Odon Van Maelcote (mort en 1615), prêtre jésuite, homme de sciences et mathématicien des Pays-Bas méridionaux.

- Johann Bayer (mort en 1625), magistrat et astronome allemand.
- Charles Bouvard (mort en 1658), médecin et chimiste français.
- Giovanni Camillo Glorioso (mort en 1643), mathématicien et astronome italien.
- Samuel Marolois (mort avant 1627), mathématicien et ingénieur militaire hollandais.

## Décès

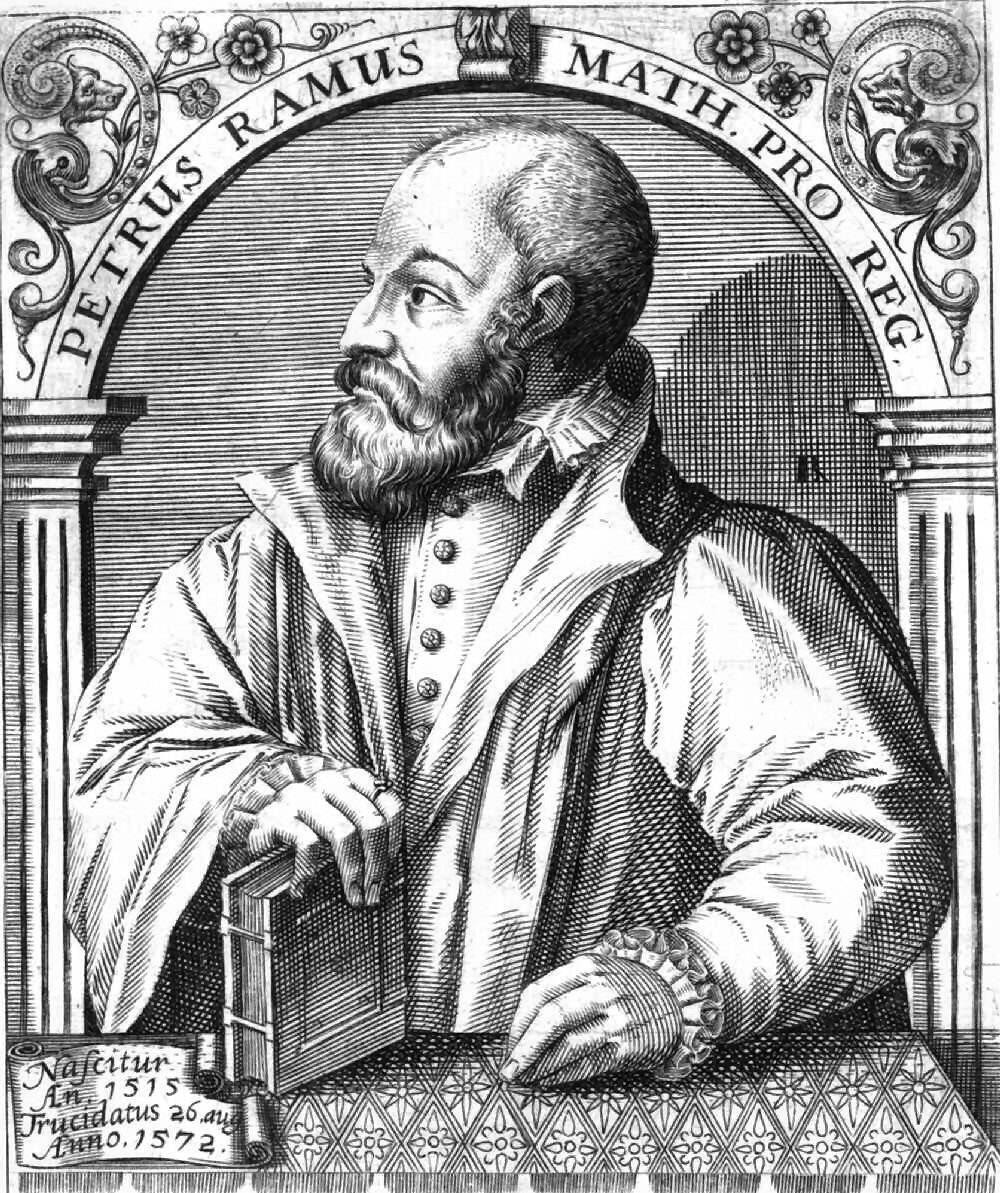
Pierre de La Ramée

- 26 août : Pierre de La Ramée (dit Petrus Ramus) (né en 1515), logicien et philosophe français.

- Raphaël Bombelli (né en 1526), mathématicien italien.
- Pierre Forcadel (né en 1500), mathématicien français.
- Ippolito Salviani (né en 1514), médecin, zoologiste et botaniste italien.
- Jacques Besson (né en 1540), mathématicien et ingénieur français.